# 奇奇卡尤爾河
奇奇卡尤爾河是俄羅斯的河流，屬於丘雷姆河的右支流，由托木斯克州負責管轄，河道全長450公里，流域面積6,150平方公里，河水主要來自融雪，每年十月至翌年五月結冰。